# 밴쿠버 동계 올림픽 조직위원회
밴쿠버 동계 올림픽 조직위원회(Vancouver Organizing Committee for the 2010 Olympic and Paralympic Winter Games, VANOC)은 2010년 동계 올림픽과 2010년 동계 패럴림픽을 계획하고 구성하고 재정적 문제를 처리하는 비영리단체다. 2010년 동계 올림픽이 브리티시컬럼비아 주의 밴쿠버로 선정 된지 2개월 정도 후인 2003년 9월 30일에 만들어졌다.
VANOC의 조직위원장은 아일랜드계 캐나다인이며 캐나다 올림픽 위원회의 오랜 회원이었던 존 펄롱이었다. 이사회는 20명으로 이루어질 것으로 예상되었다. 7명은 캐나다 올림픽 위원회, 1명은 캐나다 패럴림픽 위원회, 6명은 각각 캐나다 정부, 브리티시컬럼비아 주 정부에서 3명씩 뽑혔으며 밴쿠버 시와 휘슬러 시에서 2명씩 뽑았으며 1명은 릴왓족과 스쿼미시족이 공동으로 선출했다. 최종적으로는 19명으로 이루어지게 되었다.

## 목표
2009년 월 30일에 VANOC는 2010년 올림픽을 위한 예산 수정안을 발표했다. 업무 예산은 17억 6천만 캐나다달러로 책정되었으며 비상예산인 7700만달러도 포함되어있다. 이것은 2007년 5월에 발표된 예산안(163만 달러)보다 1억 3000만달러가 상향된 것이다. VANOC는 스폰서, 라이센스, 상품 판매, 티케팅과 같은 민간 부문에 있어서 재정을 지원 받는다. 또한 IOC에서도 지원금을 준다.
VANOC의 목표 중 하나는 2010년 동계 올림픽의 개최와 계획에 있어서 전례가 없었던 퍼스트 네이션, 이누이트, 메티스족의 참여를 유도하는 것이었다.

## 부지 준비
VANOC는 프리스타일(에어리얼, 모굴, 스키 크로스)과 스노보드 경기가 열리는 사이프레스 산에 있는 시설 향상을 위해 1660만 달러를 썼다. 힐크레스트 파크에 있는 밴쿠버 올림픽/패럴림픽 센터가 4천만달러를 들인 끝에 2009년 2월에 개장되었다. 이번 올림픽 경기가 열리는 모든 경기장은 올림픽이 시작하기 몇 년 전, 혹은 딱맞게 완공되었다.